# Nikola Rosić
Nikola Rosić (cyr. Никола Росић, ur. 5 sierpnia 1984 roku w Belgradzie) – serbski siatkarz grający na pozycji libero; reprezentant Serbii. Karierę sportową rozpoczął w 1994 roku. Od sezonu 2017/2018 występuje w drużynie SCMU Craiova.

## Sukcesy klubowe
Mistrzostwo Niemiec:
- 2010, 2011
- 2012, 2013

Puchar Niemiec:
- 2012

Mistrzostwo Szwajcarii:
- 2014

Mistrzostwo Rumunii:
- 2015
- 2017

Puchar Rumunii:
- 2017

## Sukcesy reprezentacyjne
Liga Światowa:
- 2016
- 2005, 2008, 2009, 2015
- 2004, 2010

Mistrzostwa Świata:
- 2010

Mistrzostwa Europy:
- 2011
- 2013, 2017

Memoriał Huberta Jerzego Wagnera:
- 2016